# Delias belladonna
Delias belladonna (Engels: Hill Jezebel) is een dagvlinder uit de familie witjes, Pieridae.

## Kenmerken
Aan de basis van de achtervleugels bevindt zich een opvallende gele vlek. De spanwijdte van de Delias belladonna bedraagt tussen de 70 en 96 millimeter. 

## Verspreiding en leefgebied
Het leefgebied loopt van het Himalaya tot diep in Zuidoost-Azië in bergachtige gebieden tot op een hoogte van 3000 meter.

## Waardplanten
Waardplant van de geelbruine rupsen is de Loranthus vestitus.